# Mondriaanhuis

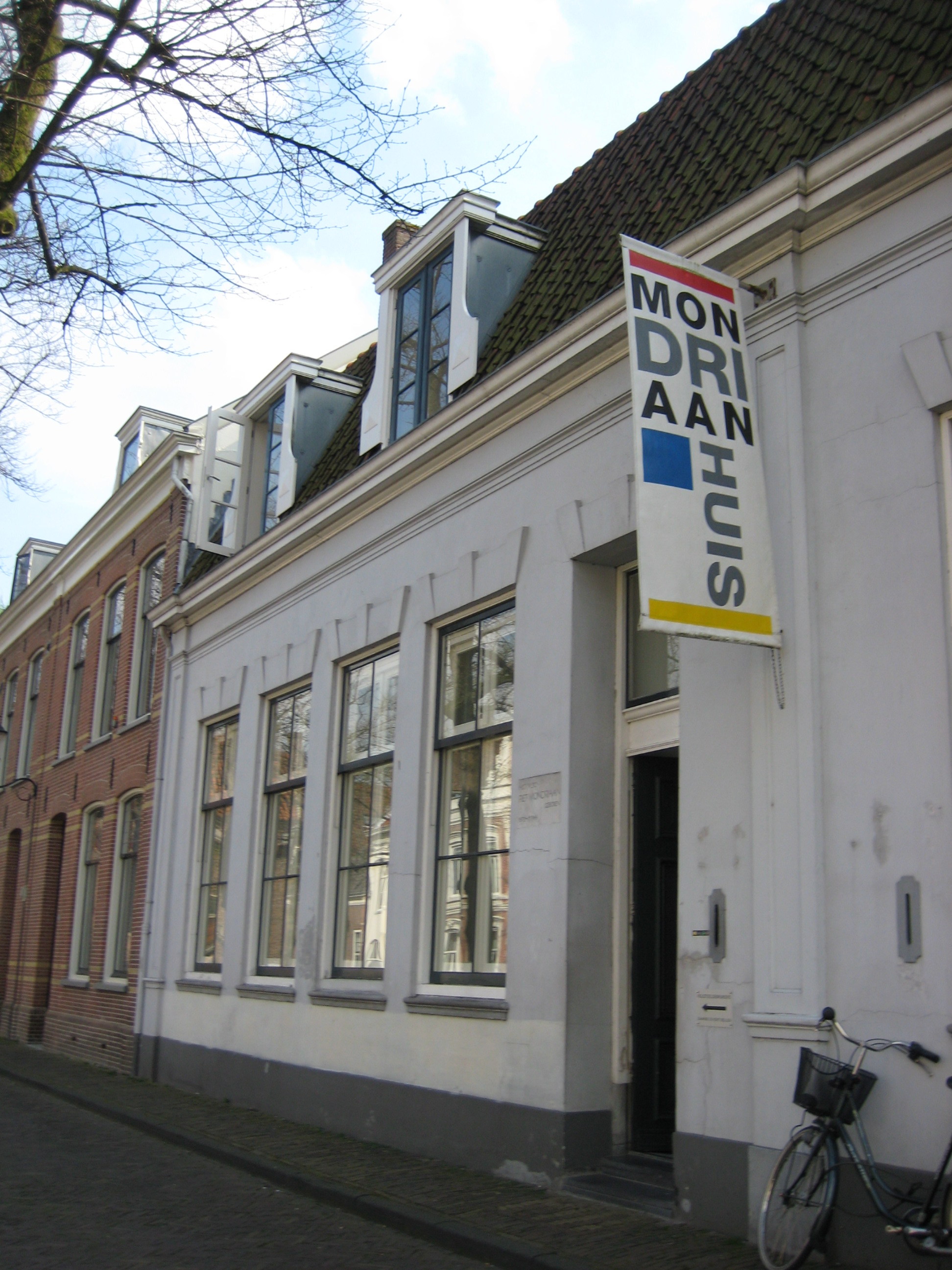
Mondriaanhuis in Amersfoort

Das Mondriaanhuis in Amersfoort (Niederlande) ist das Geburtshaus des niederländischen Malers Piet Mondrian und ein Museum für konstruktive und konkrete Kunst.

## Geschichte
Im Mondriaanhuis an der Kortegracht 11 in Amersfoort wurde Piet Mondrian 1872 geboren und hier verbrachte er auch seine Kinderjahre. 1994 richteten der Architekt Leo Heidenrijk und seine Frau Cis das Mondriaanhuis her und öffneten es für das Publikum. Nach einer umfangreichen Neugestaltung und Renovierung 2016 fand am 7. März 2017 die Neueröffnung des Mondriaanhuis auch als Museum statt.

## Sammlungen
Das Mondriaanhuis besitzt neben einer kleinen eigenen Sammlung zwei große Sammlungen als Dauerleihgaben. Zudem stellt das Museum aus der Sammlung Esser einige frühe Werke Mondrians aus.
Die erste große Sammlung umfasst 114 Objekte geometrisch-abstrakter Kunst und ist eine Dauerleihgabe des Rijksdienst voor het Cultureel Erfgoed. Künstler wie Jan Schoonhoven, César Domela, Peter Struycken, Carel Visser, Ben Akkerman und Joost Baljeu sind mit Arbeiten in dieser Sammlung vertreten.
Die zweite große Sammlung mit 339 Werken konstruktiv-konkreter Kunst ist eine Dauerleihgabe von internationalen Künstlern wie Douglas Allsop, John Carter, Andre van Lier, Josef Neuhaus, Vera Molnár, Eric Saxon und Gilbert Decock.
Neun naturalistische Malereien, Landschaften und Stadtansichten aus der frühen Schaffensperiode Mondrians, stammen aus der Sammlung des Arztes J. F. S. Esser (1877–1946). Die Erben von J. F. S. Esser schenkten dem Mondriaanhuis diese Werke als Dauerleihgabe.
Neben diesen Sammlungen zeigt das Museum in Wechselausstellungen Werke der Modernen Kunst und der Gegenwartskunst.